# 1 m2
1 m2 (o Un metro cuadrado) es el quinto álbum del grupo Jarabe de Palo que salió a la venta el 7 de noviembre de 2004.

## Lista de canciones
1. 1m2 (solo o bien acompañado) (3:25)
2. Romeo y Julieta (no eran de este planeta) (4:19)
3. Dicen (4:17)
4. Mi diario personal (4:35)
5. Qué bueno, qué bueno (con Jorge Drexler) (4:13)
6. El café de la morena (3:26)
7. Menos que un amor, más que un amigo (3:45)
8. Escriban más canciones (6:00)
9. Entre las barcas (3:51)
10. Sale a escena (2:49)
11. Cry (if you don't mind) (con Chrissie Hynde-The Pretenders)* (2:42)

- (*) Contiene una canción oculta los últimos 42 segundos.

## Sencillos
- Romeo y Julieta (No eran de este planeta)
- Dicen
- Cry (If You Don't Mind)

- Datos: Q2296686